# Carnaval de Santa Cruz de Tenerife
 (mars 2021).
Si vous disposez d'ouvrages ou d'articles de référence ou si vous connaissez des sites web de qualité traitant du thème abordé ici, merci de compléter l'article en donnant les références utiles à sa vérifiabilité et en les liant à la section « Notes et références ».
 (mars 2021).

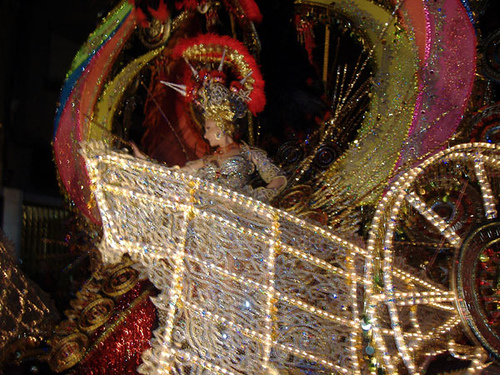
Reine du Carnaval de Santa Cruz de Tenerife 2006.

Le carnaval de Santa Cruz de Tenerife, situé dans la capitale de l´île de Tenerife, la plus grande de l´archipel des Canaries, est considéré comme étant le deuxième carnaval le plus populaire du monde après celui de la ville de Rio de Janeiro, et est même jumelé à celui-ci pour cette raison. Chaque année, les festivités durent un mois, le plus souvent de fin janvier à fin février et font descendre dans les rues des milliers de personnes, surtout début février, lors de la grande semaine principale de l´événement. Le tourisme est à ce moment-là aussi important que celui présent en été. 
Le carnaval, en 1980, a été déclaré fête d´intérêt touristique international et n´est pas loin d´obtenir une place dans le registre du patrimoine de l´humanité. En 2000, Tenerife a été élue cette année-là « Capitale mondiale du Carnaval ». 
Deux parties bien différentes construisent le carnaval de Tenerife : le carnaval « officiel », et le carnaval « de rue ». Le carnaval officiel compte plus de 100 groupes présents lors des festivités (groupes de musique, de déguisements… ) et le carnaval de rue avec la participation des résidents canariens ou bien même des touristes se prenant au jeu en se déguisant. 
Des milliers de personnes sortent chaque soir, déguisés pour aller danser sur de la musique jouée par des orchestres locaux, de la musique caribéenne, de l´électro, et ça toute la nuit. Les gens profitent et font la fête pendant plus d´une semaine dans cette ville illuminée et plus vivante que jamais.

## Histoire
La tradition du carnaval a été importée dans les îles par les conquistadors espagnols au XVe siècle. D’abord réservé à l’élite, il est devenu rapidement très populaire malgré les réticences des autorités religieuses.
Interdit durant la période franquiste mais fêté clandestinement  sous le nom de « fête d’hiver », le carnaval est de nouveau autorisé dans les années 1970.

## Description
Les rues se remplissent au gré des représentations et défilés. Des murgas (groupe de chansonniers qui avec des paroles satiriques décrivent la vie politique de Tenerife) ou rondallas (petits orchestres philharmoniques) rythment le pas des comparsas(les danseurs et musiciens parés de leurs plus beaux atours).
Des bals et représentations musicales ou de danse sont offertes aux nombreux badauds.
Les festivités durent environ un mois tout autour de l’île et prennent fin avec « l’enterrement de la sardine ».
Le dernier week-end dit de piñata, les festivités prennent fin lors d’un bal.

## Thématiques
Depuis 1987, le carnaval donne une thématique à chacune de ses éditions :
- 1987 : Rome. Première année ou le carnaval de Santa Cruz reçoit un thème. La place d'Espagne, la plus reconnue du carnaval était décorée de grandes colonnes pour se rapprocher du style romain et de laisser croire l'existence d'un temple. Lauriers et dorures étaient au rendez vous. Ce fut cette année que le Carnaval de Tenerife est entré dans le livre des records Guiness avec plus de 200 000 personnes dansant dans la rue.
- 1988 : La jungle, carnaval décoré des colonnes de l'année précédente, recyclées et repeintes en blanc avec des feuilles de palmiers, les chars décorés de la même manière, et un King Kong grandeur nature réalisé par un artiste.
- 1989 : L'Égypte décoré à partir de l'architecture de l'Égypte antique.
- 1990 : Le monde des contes avec, de chaque côté de la place d'Espagne, un monde différent : d'un côté le monde des gentils, de l'autre le monde des méchants.
- 1991 : L'espace avec une antenne géante sur la place principale du carnaval, des éléments de décoration métalliques en tous lieux, néons et lasers présents également.
- 1992 : Le cinéma, décoré de plateaux de cinéma et de faux décors de film comme ceux du Western par exemple.
- 1993 : Le cirque, première année où la télévision filme le carnaval pour le diffuser (Antenne 3) et en faire la promotion au niveau national et international.
- 1995 : Les Mille et Une Nuits
- 1996 : Le Mexique
- 1997 : La Préhistoire
- 1998 : Le Moyen Âge
- 1999 : Le monde de la BD
- 2000 : Les pirates
- 2001 : L'Odyssée de l'espace
- 2002 : Les années heureuses
- 2003 : L'Extrême Orient et la Chine
- 2004 : Celia Cruz
- 2005 : La comédie musicale hollywoodienne
- 2006 : Les Tribus
- 2007 : La mode
- 2008 : La magie
- 2009 : Le cinéma de la terreur
- 2010 : Tenerife, l'histoire du Carnaval
- 2011 : Enrique Gonzalez et Murgas Canarias
- 2012 : Flower-power, les années 60 prodigieuses
- 2013 : Bollywood et l'Inde
- 2014 : Les dessins animés
- 2015 : Le futur
- 2016 : Les années 80
- 2017 : Le Caraïbes
- 2018 : La Fantaisie
- 2019 : Les profondeurs marines
- 2020 : Les coquettes années cinquante
- 2021 : Carnavals du monde
- 2022 : La Science-fiction
- 2023 : New York, la ville qui ne dort jamais
- 2024 : La télévision
- 2025 : Secrets d'Afrique
- 2026 : Rythmes latins